# Verő Géza
Verő Géza (Nyitra, 1895. október 9. – 1949. január 10.) földbirtokos, sportoló, költő, rendező.

## Élete

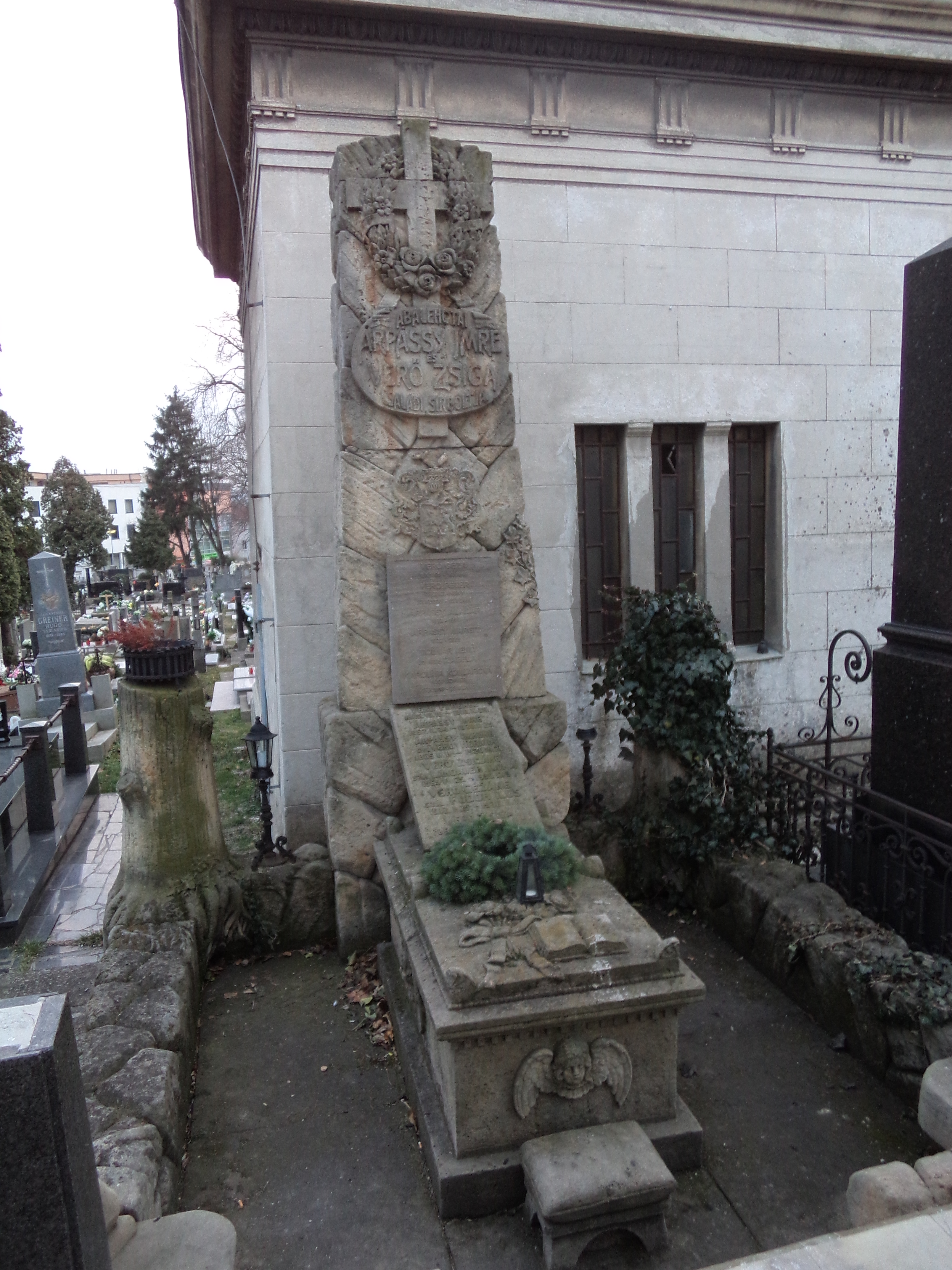
Sírja Nyitrán

Nyitrán és Budapesten tanult. Az első világháborúban hadnagyként szolgált. 1918-tól birtokát igazgatta. Sokat sportolt, elsősorban kardvívásban és galamblövészetben ért el sikereket. A Nyitrai Atlétikai Klub egylet és a vívószakosztály elnöke volt. Foglalkozott színházi rendezéssel, a Szlovenszkói Magyar Kultúregyesület műsorbizottságának elnöke lett.
Felesége V. Fodor Ilus színésznő. A nyitrai városi temetőben nyugszik.

## Művei
- 1930 Megyek az utamon.

Gazdasági és szépirodalmi publicisztikái jelentek meg helyi lapokban.